# Меморіальний будинок-музей Гната Хоткевича
Меморіальна кімната-музей Гната Хоткевича — кімната-музей в колишній садибі Гната Мартиновича Хоткевича, українського письменника, мистецтвознавця, історика, етнографа, бандуриста, громадського діяча. Офіційно відкрита у 1995 році. Територія садиби Хоткевичів включена до державного реєстру пам'яток історії й культури України (охорон.№ 2622). Кімната-музей Гната Хоткевича є філією Харківського літературного музею з 2005 року.

## Історія будинку Гната Хоткевича
Будинок у с. Високому Гнат Мартинович придбав у 1929 році, отримавши гонорар за видання своїх творів у видавництві «Рух». З Хоткевичем у будинку жила його мати Ольга Василівна, дружина Платоніда Володимирівна, діти Володимир, Богдан і Галина. Тут Гнат Мартинович працював і творив останні дев'ять років свого життя — це літературні і музичні твори, написання підручника гри на бандурі, зокрема, удосконалення харківської школи гри. Садиба Хоткевичів була гостинним домом для студентів-музикантів, для письменників і науковців. 23 лютого 1938 року Гнат Хоткевич був заарештований НКВС. Його будинок було конфісковано.

## Історія створення музею
Створення музею Гната Хоткевича стало справою життя Галини Гнатівни Хоткевич, доньки митця. Її мати, Платоніда Володимирівна, також вважала за необхідне зберегти архів чоловіка і створити музей, який поєднав би основну функцію з просвітницькою і виховною гуртковою роботою з молоддю і дітьми.
Приїхавши до Харкова у 1988 році після довгих років еміграції, Галина Гнатівна зустріла теплий прийом і розуміння харківської громади, яка вітала ідею створення музею. Але одразу ж виникли і серйозні перешкоди: в домі її батька жили сторонні люди, заселені туди після конфіскації будинку. Їхнє ставлення до створення музею було негативним. Крім того, будинок дуже постраждав у результаті перебудов. Було знищено веранду з терасою, побудовану Гнатом Мартиновичем, змінено планування кімнат, інтер'єри як такі перестали існувати, навіть садок вирубали. Частина ділянки відійшла до сусідніх домоволодінь, на подвір'ї з'явились нові господарські будівлі. Нові мешканці будинку чинили перешкоди, прописавши у своїх квартирах численних родичів, мав місце і чиновницький спротив.
На допомогу Галині Хоткевич прийшли небайдужі харків'яни — один із засновників Харківського літературного музею Петро Черемський, фізик-експериментатор і краєзнавець Юрій Ранюк, поети Віктор Бойко і Анатолій Перерва та багато інших. За кілька років було зібрано кошти і викуплено кілька кімнат у будинку Хоткевичів. Вони і послужили основою для створення музею. Офіційно меморіальну кімнату-музей було відкрито у 1995 році. Тоді ж територію садиби було включено до державного реєстру пам'яток історії й культури України. З 2005 року кімната-музей Гната Хоткевича є філією Харківського літературного музею. Планується реконструкція з поверненням садибі її первісного вигляду.